# Барон де Шодуар Іван Максиміліанович
Шодуар Іван Максиміліанович (Baron Ivan de Chaudoir) (1859–1919) — барон, володар садиби Івниця та маєтку в місті Житомир — між 4-м Бульваром (Старий Бульвар) і вул. Банною (Лермонтова) та Беккерівським (Шодуарівським) провулком, з парком, теплицею та будинками, меценат і художник.

## Життєпис
Останній представник роду де Шодуарів. Народився 1859 році в родинному маєтку в селі Івниця. В одному із флігелів для нього була облаштована власна бібліотека. Навчався в Другій київській гімназії, закінчив Ризький політехнікум. Після смерті батька Максиміліана 1881 року, керування справами вимагали його присутності в Івниці, куди він повертається на початку 1887 року. З 1888 року розпочинає державну службу в житомирській канцелярії волинського губернатора. Декілька разів Івана призначали почесним мировим суддею Житомирської судової мирової округи та повітовим предводителем (очільником) дворянства. Також був почесним попечителем (патроном) Житомирської гімназії, де на його кошт побудовано церкву.
Матеріальні статки дозволили утримувати родинну садибу в селі Івниця, тодішньої Волинської губернії. За рахунок власних коштів підтримував у Житомирі низку релігійних, культурних, наукових і спортивних закладів. Був одним з найбільших вкладників при закладанні громадського бульвару за ініціативою місцевого чиновника Апполона Коженовського наприкінці XIX століття. Також власним коштом огородив бульвар кованою огорожею. У 1892 році надав 25 тисяч карбованців на будівництво будинку дитячого притулку та його ремісничих майстерень. Створив Товариство покровительства тваринам (Товариство захисту тварин), у 1897 році облаштував першу у місті метеостанцію, жертвував багатьом товариствам, лікарським закладам та взагалі відігравав помітну роль у житті міста.
Проте, ніч на 25 грудня 1902 року змінила його життя та прикувала до інвалідного візка, коли в нього стався параліч нижньої частини тулуба.

Тому у 1903 році Іван Максиміліанович переїздить до Житомира в двоповерховий будинок на околицю старого бульвару та перевозить івницькі колекції: родинну бібліотеку, що нараховувала більш ніж 30 000 книг, картинну галерею родини та нумізматичну колекцію діда Станіслава Яновича де Шодуара. 

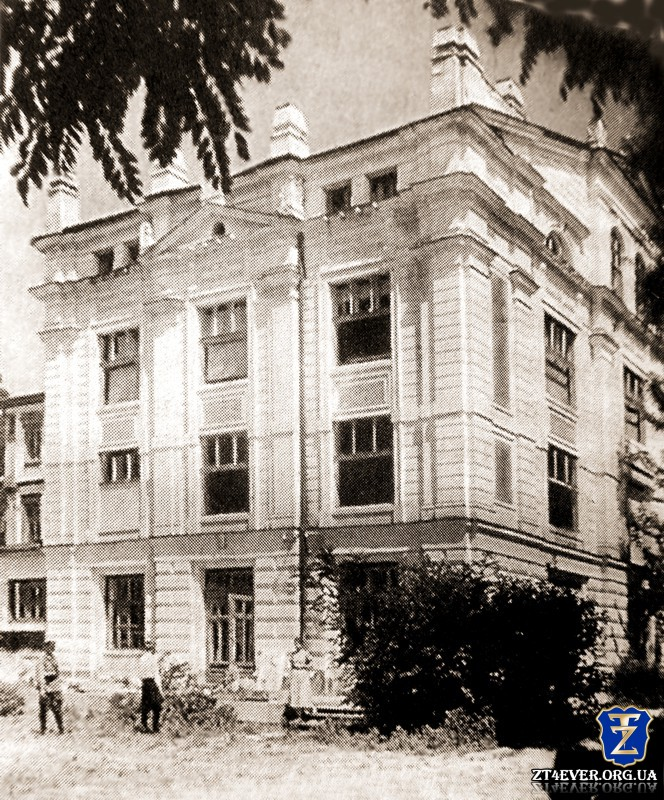
Житомир. Палац Шодуара до руйнації, фото до 1941 р.

У 1905 році поруч з будинком розпочинає будівництво триповерхового палацу з флігелем на мальовничих берегах річки Тетерів у елітному районі між Четвертим бульваром та вулицею Лермонтовською. Так, поруч були садиби міських голів О. Старосвітського та І. Доманевського, сад О. Хорошанського з літнім Зеленим театром (ліва частина сучасного парку). Фасад будівель барона проектував київський архітектор З. І. Журавський. У садибі було висаджена колекція дерев з усіх континентів, встановлені скульптури. Серед них — відома у Житомирі бронзова статуя, копія Діани Версальської. Де Шодуар побудував для городян сходи до набережної на 184 сходинки, виготовлені каменярем Вацлавом Длоугом. Вони збереглися до нашого часу, проте при реконструкції парку в 1980-х роках їх облицювали гранітом.
1908 року Іван Максиміліанович передає частину своєї колекції в Державний історичний музей — 92 цінних старослов'янських стародруків. Археологічні артефакти боспорського та ольвійського походження — в Імператорський Ермітаж продав ще Станіслав де Шодуар, а його дружина Люсі передала успадковану нумізматичну колекцію разом із медалями;— у Британський музей (Лондон).
Станом на 1913 рік володів маєтком сельця Рудня Лева (пошта с. Охотникове) Овруцького повіту. Всього землі у маєтку 3025 десятин.
У березні 1914 року де Шодуар перепоховає предків з Івницького парку до склепу, запроектованого архітектором Р. Петерсоном, що розміщувався на житомирському протестантському кладовищі.
Під час Першої світової війни активно допомагає лазаретам, військовим частинам, вдовам та сиротам. звідусіль йому шли листи з проханням про допомогу. Проте, через свою хворобу барон рідко покидав маєток, а справи передавав своїй молодій покоївці, Ганні Іванівні Вальд, з якою познайомився ще 1899 року.
Після революційних подій, у листопаді 1918 року в маєтку відбувся перший обшук. Маєток почали готувати до націоналізації, барона терміново перевезено до лікарні Червоного Хреста. За розпорядженням де Шодуара, деякі речі були сховані у працівників маєтку, родинні портрети заховані на горищі головного будинку по вулиці Бульварній № 28. Перед від'їздом складає заповіт, згідно з яким більшість статків передаються до різних товариств, виплати близьким та службовцям. Основним спадкоємцем була Ганна Вальд, до якої мав перейти маєток, картини, вона мала б передати бібліотеку та колекцію діда Станіслава до Київського Університету Святого Володимира.
Вже 14 грудня барон оселився у лікарні, а поруч із ним — його доглядальниця Вальд.
Під час єврейського погрому 13 січня 1919 року зазнав збитків дохідний дім на Великій Бердичівській (на місці сучасного майдану Корольова), з маєтку були вилучені меблі для штабу Другої кінної дивізії. Після декрету «Про скасування спадкування» на користь УСРР, де Шодуар планує вступити у шлюб з Вальд, щоб вона стала довічним користувачем його майна. Проте, звістка про чергову конфіскацію з маєтку продуктів сильно зачепила барона. Вночі 5 травня 1919 року він помирає через параліч серця. Був похований у родинному склепі на Лютеранському кладовищі. Зараз місце поховання не відоме, адже після смерті Боженка у серпні 1919 року, могила Івана Максиміліановича була порушена, а у його розкішній труні поховали більшовицького командира на Першому бульварі. Наступного ж дня, у місто увійшли Січові стрільці військ Директорії, які знищили цю могилу командира.

## Спадщина
Наприкінці травня 1919 року більшовики передали картини з зібрання де Шодуара до Волинського Центрального музею (зараз — Житомирський краєзнавчий музей), де були твори доби бароко, рококо, Просвітництва. В архіві збережений щоденник Івана де Шодуара. Належних каталогів не було складено, а через слабку охорону картини частенько піддавались крадіжкам. Під час передач фондів до різних музеїв Києва, Харкова загубились гравюри та колекція східних пам'яток.
Волинський Центральний музей з 1921 року розміщувався в маєтку де Шодуара. Фонди налічували колекцію картин та природничу колекцію. Також тут були метеорологічне бюро, лабораторії, оранжерея та ботанічний сад.
Під час німецької окупації у маєтку розмістився генеральний комісар Курт Клемм. Частину майна було вилучено для оздоблення гебітскомісаріату, частину помістили до складу в Преображенському соборі, а музей перемістили у будинок автошляхового технікуму. Будинок на Великій Бердичівський згорів під час боїв. Відступаючи, німці обстріляли палац з протилежного берегу річки.

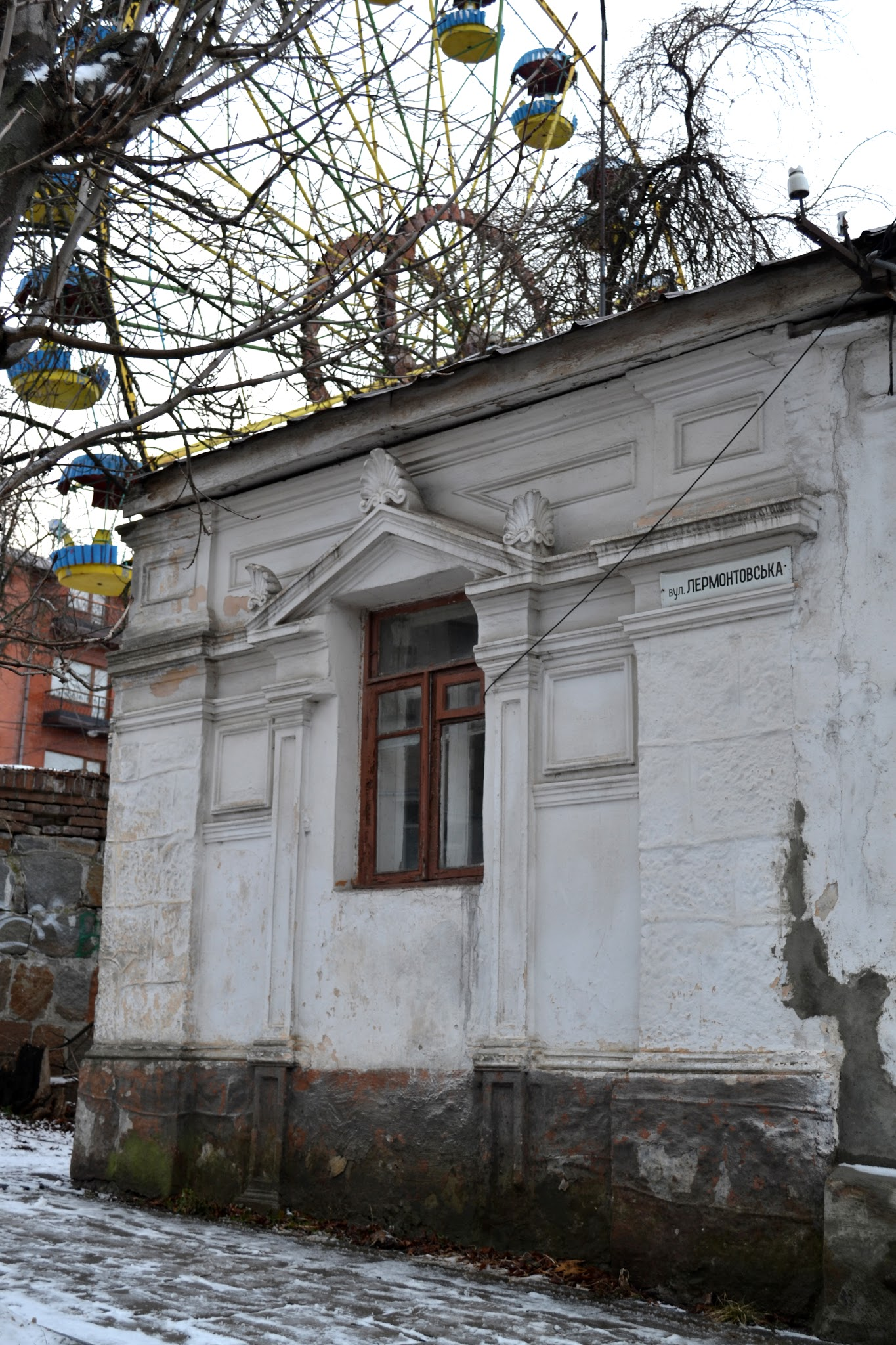
Частина воріт маєтку барона де Шодуара, 2015 рік

У 1948—1953 роках за проектом С. М. Енгельмана колишній маєток з садом Хорошанського приєднали до бульвару. Парк отримав назву імені Юрія Гагаріна. Залишки палацу знесли у 1951 році. Окрім мальовничих сходів та бронзової статуї Діани, зберігся перший двоповерховий будинок барона, в якому проживав у 1903—1905 роках, будинок сторожа при в'їзних воротах (вулиця Лермонтовська, 9), будинок прислуги на виїзді з садиби (вулиця Лермонтовська, 11) винний льох. На початку 2016 року було виявлено підвал під місцем, де розташовувалась стайня. Вцілілу частину першого поверху палацу займає адміністрація парку. Також збереглась частина північної капітальної огорожі. На жаль, більшість рідкісних дерев зрубали при реконструкції парку в 1980-х роках.
Родинний архів де Шодуарів був розпорошений і нині зберігається в Житомирському обласному архіві, Житомирському обласному краєзнавчому музеї, а також в Києві у Національній бібліотеці України ім. В. І. Вернадського.